# Krewinkel-Wiltrop
Krewinkel-Wiltrop – dzielnica (Ortsteil) wiejskiej gminy Lippetal w powiecie Soest, w kraju związkowym Nadrenia Północna-Westfalia, w rejencji Arnsberg.

## Demografia
Według danych z marca 2023 roku w Krewinkel-Wiltrop mieszkało 118 mieszkańców. Według danych z marca 2025 roku liczba mieszkańców Krewinkel-Wiltrop wzrosła do 119. 58 mieszkańców to mężczyźni, a 61 to kobiety.

## Geografia

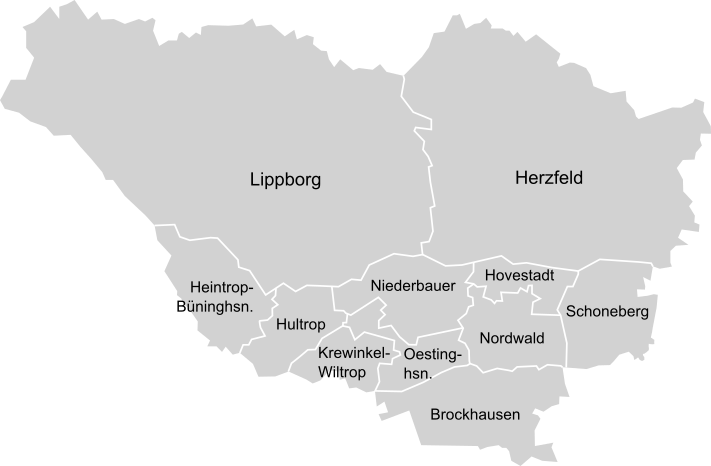
Dzielnice Lippetal

Krewinkel-Wiltrop położona jest w południowej części Lippetal i graniczy z dwiema innymi dzielnicami: Hultrop i Oestinghausen.
Dzielnica ta składa się z dwóch wiosek: Krewinkel i Wiltrop.

## Historia

### Reorganizacja gmin
W ramach reorganizacji gmin 1 lipca 1969 roku Krewinkel-Wiltrop wraz z 11 innymi miejscowościami stało się częścią nowej gminy Lippetal.